# Fürstentum Theodoro

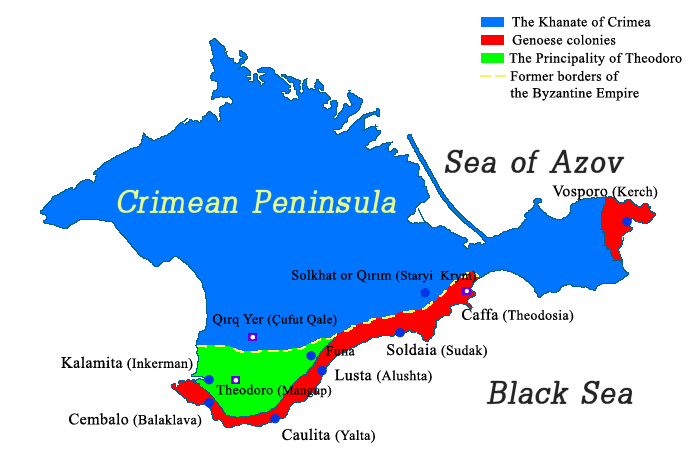
Die Krim in der Mitte des 15. Jahrhunderts
Theodoro
Genueser Kolonien
Khanat der Krim

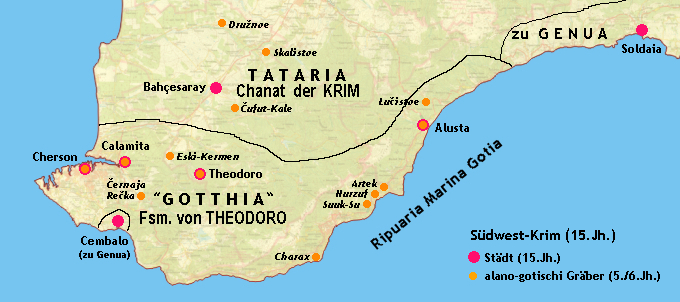
Karte des Fürstentums

Wappen des Fürstentums Gothia

Das Fürstentum Theodoro (griechisch Θεοδόρο) oder Gothia (griechisch Γοτθία) war ein kleiner, christlicher Feudalstaat im südwestlichen Teil der Krim, zwischen dem heutigen Balaklawa und Aluschta, der vom 13. Jahrhundert bis zum 15. Jahrhundert bestand. Die Hauptstadt Doros (Mangup) hieß zur Zeit der Existenz des Fürstentums ebenfalls Theodoro. Das Fürstentum war ein Nachfolgestaat des Byzantinischen Reiches. Bis zu seiner Eroberung durch die Osmanen im Jahre 1475 war es eines der letzten verbliebenen Territorien des byzantinischen Imperiums.

## Bevölkerung
Die Bevölkerung des Fürstentums bestand aus den verschiedenen Ethnien, die sich während der Antike und im Mittelalter auf der Krim angesiedelt hatten. Aus diesem Völkergemisch aus Griechen, Krimgoten, Alanen und Karäern bildete sich eine neue ethnische Gruppe, die griechisch sprach und mehrheitlich der Orthodoxen Kirche angehörte. 

## Geschichte
Das Fürstentum hatte sich im 13. Jahrhundert aus jenem Teil des ehemaligen byzantinischen Themas Cherson  (auch Thema ta Klimata) auf der Krim gebildet, das nicht zu einer Kolonie Genuas geworden war. Es war eng mit dem Kaiserreich Trapezunt verbündet. Die armenisch-byzantinische Herrscherdynastie der Gabras (auch türkisch Chowra), war durch Heirat mit den Komnenen und den Palaiologen verwandt. Sie führten den Titel eines „Fürsten von Theodoro und Gothia“. Die Beziehungen des Fürstentums zur Goldenen Horde waren meist friedlich. Mit den Genuesen kam es jedoch häufig zum Krieg, besonders nach dem Bau des theodorischen Handelshafens Awlita. Der Hafen des Fürstentums (auf dem heutigen Stadtgebiet von Sewastopol) war eines der größten Handelszentren an der Seidenstraße und stellte eine Konkurrenz für den genuesischen Hafen Caffa sowie die gesamte Wirtschaft der genuesischen Kolonien auf der Krim dar.
Nach der Eroberung von Konstantinopel im Jahr 1453 durch die Osmanen, der Einnahme des Despotats Morea 1460 und des Kaiserreichs Trapezunt 1461 war Theodoro der letzte Staat der byzantinischen Welt, der seine politische Unabhängigkeit bewahrt hatte.
Nachdem der moldawische Fürst Stephan der Große 1475 bei Vaslui Sultan Mehmed II. Fatih besiegt hatte, heiratete er Maria Gabras, die Tochter des Fürsten von Theodoro. Diese Verbindung  gab ihm die Möglichkeit, Anspruch auf den Thron in Konstantinopel zu erheben (vorausgesetzt er würde die Stadt von den Türken zurückerobern). Stephan strebte die Schaffung einer Koalition zwischen dem Fürstentum Moldau, Theodoro und Caffa gegen das Osmanische Reich an. Marias Onkel Isaak Gabras war ein pro-osmanischer Herrscher. Stephan der Große gewann Alexander Gabras – den Bruder Marias, der in Moldawien im Exil lebte – für seine Pläne, gab ihm 300 Mann und ein Schiff und schickte ihn nach Theodoro. Alexander war erfolgreich und löste Isaak auf dem Thron ab. 
Auch Moskowien versuchte, seine Beziehungen zum Fürstentum Theodoro durch eine Heirat mit einer Prinzessin von Gothia zu festigen. 1475 fanden Verhandlungen zwischen dem Fürstsouverän Iwan III. und dem Fürsten Isaak von Theodoro statt, da Iwan an einer Hochzeit seines Sohnes mit der Tochter Isaaks interessiert war. Die türkische Invasion verhinderte diese Verbindung.
Im Mai 1475 eroberte der Großwesir des Osmanischen Reiches Gedik Ahmed Pascha die Stadt Caffa. Ende des Jahres fiel nach fünfmonatiger Belagerung auch Mangup. Alexander wurde versklavt und starb in Konstantinopel im Gefängnis, obwohl Stephan Versuche unternahm, ihn zu befreien. Der Hauptteil der Krim wurde dem Krimkhanat, einem osmanischen Vasallenstaat, zugeschlagen. Das Gebiet des ehemaligen Fürstentums Theodoro und den südlichen Teil der Krimhalbinsel verwaltete die Hohe Pforte direkt.

## Nachwirken
Im späten 14. Jahrhundert emigrierte ein Zweig der Familie Gabras nach Moskau und gründete dort das Simonow-Kloster. In der Familie Chowrin, wie sie dort genannt wurde, war das Amt des Schatzmeisters des Großfürstentums Moskau erblich. Im 16. Jahrhundert änderten sie ihren Namen in Golowin (siehe Fjodor Alexejewitsch Golowin).

## Fürsten von Theodoro
- Demetrios (nach 1362–vor 1368)
- Basilios
- Stephan, Sohn von Basilios, (?–1402)
- Alexios I., Sohn von Stephan, (1402–1434)
- Alexios II., Sohn von Alexios I., (1434–1444)
- Johannes (Olubey), Sohn von Alexios I., (1444–1460)
- Isaak, Sohn von Alexios I., (1471–1474)
- Alexander, Sohn von Alexios II., (Juni–Dezember 1475)